# Judith Sargent Murray
Judith Sargent Murray, född 1 maj 1751 i Gloucester, Massachusetts, död 9 juni 1820 i Natchez, Mississippi, var en amerikansk författare.
Murray var den första amerikanskfödda kvinnliga dramatiker som fick sina verk professionellt framförda. Hon skrev även essäer för Massachusetts Magazine i vilka hon bland annat förespråkade bättre utbildningsmöjligheter för kvinnor, däribland On the Equality of the Sexes (1790), ursprungligen publicerad under signaturen Constantia.